# Il thè delle cinque
Il thè delle cinque (a volte riportato anche semplicemente come Thè delle cinque) è una commedia in un atto unico di Eduardo De Filippo, scritta in collaborazione con la sorellastra Maria Scarpetta nel 1932. Venne inscenata la prima volta al Teatro Kursaal di Napoli il 23 aprile 1932 dalla compagnia teatrale "Teatro umoristico i De Filippo" e non è mai stata pubblicata.

## Trama
A casa del dottor Nicola Paturzo la figlia Emilia sta organizzando un '"faiv 'o cclocc" per presentare il suo nobile fidanzato, il duca Ruggero di Trezzo, ai blasonati ospiti pazienti del padre. Emilia è molto eccitata per l'evento, tanto da averlo organizzato nei minimi particolari.
Gennaro, fratello scansafatiche e scemo di Emilia, le fa una serie di dispetti fino a essere cacciato dal padre con il monito di non presenziare al tè delle cinque. L'uomo, profondamente ignorante, non è in realtà migliore del figlio come del resto Emilia, che si sente superiore ai due ma che lascia vedere la benché minima capacità di agire in contesti diversi da quello nel quale è nata.
Gli ospiti vengono ricevuti tra i dispetti di Gennaro che crea delle situazioni comiche alle quali Nicola reagisce tentando disperatamente di giustificarlo. Ruggero, nel frattempo, impegna il futuro suocero in una conversazione dalla quale spicca il concetto che gli occorre un falso certificato medico per mascherare l'impiccagione di un presunto cugino per debiti di gioco da normale morte per cause naturali.
La cameriera - presa in prestito da Emilia per non sfigurare - annuncia l'arrivo delle guardie in cerca di Salvatore Esposito, un assassino ricercato che si spaccia per nobile. Ruggero è in realtà Salvatore e, vistosi alle strette, abbandona la casa di Nicola Paturzo fuggendo.